# Exposição de Flores de Chelsea
A Exposição de Flores de Chelsea da RHS ("RHS Chelsea Flower Show"), oficialmente designada de A Grande Exposição de Primavera ("Great Spring Show"), é uma exposição sobre jardins e jardinagem, com periodicidade anual, realizada pela Royal Horticultural Society ("RHS") nos terrenos do Royal Hospital Chelsea em Chelsea, Londres, Inglaterra. As maiores atracções da Exposição de Chelsea são as exposições de jardins e de arranjos florais.
É a exposição mais famosa do seu género no Reino Unido e talvez a mais importante do mundo. É também um dos eventos sociais de grande relevo do Verão londrino.

## História

### Kensington Garden e Temple Gardens
A primeira Grande Exposição da Primavera da Royal Horticultural Society (Royal Horticultural Society Great Spring Show") ocorreu em 1862, no jardim da RHS em Kensington. A RHS já realizava Exposições de Flores desde 1833 no seu jardim de Chiswick, e mesmo antes disso já organizava festivais de flores e horticultura. A mudança para Kensington Garden foi provocada pela quebra de visitantes em Chiswick, devido a dificuldades de acesso em transportes públicos. A Exposição manteve-se em Kensigton Gardens durante vinte e seis anos, passado o que a RHS decidiu trazê-la para o coração de Londres. O local escolhido foi Temple Gardens, situado entre o Embankment e Fleet Street, jardins de que existem referências históricas datadas de 1307 e que se diz serem da época dos Cavaleiros Templários. As rosas originárias de Temple Gardens eram famosas e são mencionadas na peça teatral de Shakespeare, Henry VI, Part 1. Utilizando dois pavilhões requisitados às velhas instalações de Kensigton, a exposição de 1888 foi um enorme sucesso, com apresentações tanto de amadores como de firmas comerciais. Em 1897 já foram utilizados cinco pavilhões onde eram apresentadas plantas e sementes dos principais fornecedores, incluindo a Suttons and Sons, atraídos pelo sucesso dos anos anteriores.

## Prémios
Os prémios atribuídos na Exposição são organizados em quatro níveis: ouro, prata-dourada, prata e bronze em cada uma das diversas categorias em concurso. A cada nível, excepto ao bronze, corresponde uma medalha que é entregue ao concorrente premiado.

### Categorias
- Flora para apresentações de jardins e florais
- Hogg para apresentações de árvores
- Knightian para apresentações de vegetais, incluindo ervas aromáticas
- Lindley para apresentações de especial interesse educativo ou científico
- Grenfell para apresentações de pinturas, fotografias, arranjos florais ou de floristas

### Prémios especiais
- Best Show Garden Award ("Melhor Jardim")
- Best Courtyard Garden Award ("Melhor Jardim de Pátio")
- Best Chic Garden Award ("Melhor Jardim Chique")
- Best City Garden Award ("Melhor Jardim Citadino")
- RHS Sundries Bowl
- Junior Display Trophy ("Troféu RHS Júnior")
- RHS Floral Arrangement Trophies ("Troféus RHS de Arranjos Florais")
- RHS Floristry Trophies ("Troféus RHS para Floristas")
- Show Certificates of merit ("Certificados de mérito")
- Certificates for Junior displays ("Certificados para apresentações de jovens")
- RHS President's Award ("Troféu do Presidente da RHS")